# FK BRNO Field Pistol
FK BRNO Field Pistol — чешский пистолет, производимый с 2015 года.

## История
В 2010 году у частного заказчика была идея создания мощного пистолета и патрона под него, способного уверенно поражать цель на дальности 100—150 метров, недоступным обычным пистолетам. Он обратился к чешским оружейниками с целью создания этого оружия. Однако процесс разработки затянулся и до конца работ заказчик не дотерпел. В итоге чешские оружейники продолжили работы самостоятельно. В 2015 году был представлен новый пистолет и патрон для него на немецкой выставке IWA 2015.

## Характеристики
Пистолет имеет достаточно большой вес — 1,3 кг без патронов. Под стволом находится балансир для ослабления отдачи. Ещё одной особенностью являются прицел «бабочка». Производитель утверждает, что эргономичность пистолета позволяет человеку даже с маленькими руками удерживать его, а также что его возможно использовать одной рукой, несмотря на большую мощность.
Патрон собственного производства 7.5 FK имеет доказанную[кем?] эффективную дальность стрельбы с точки зрения точности и терминальной баллистики не менее 100 метров против целей весом до 150 кг при сохранении низкой отдачи и управляемости.